# Andreas Carlson

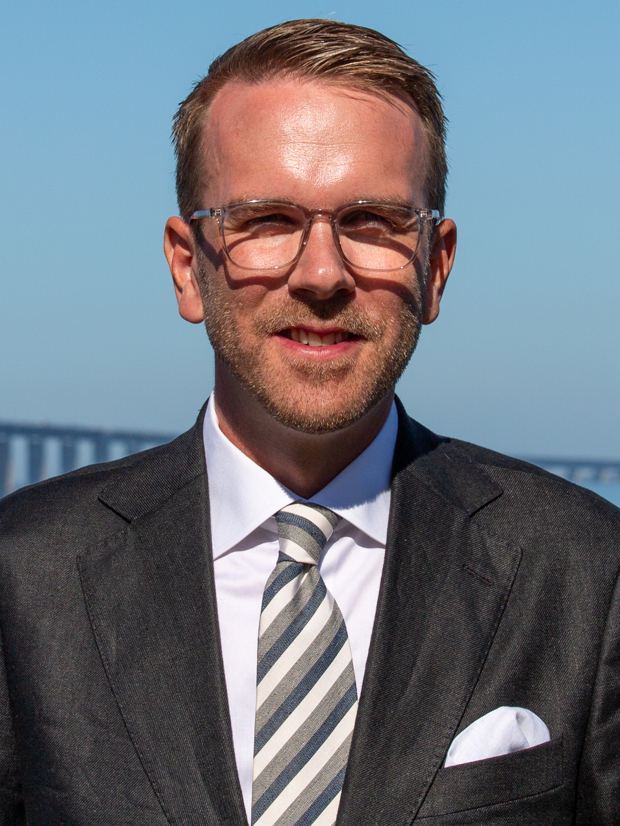
Andreas Carlson (2025)

Andreas Carlson (* 13. Februar 1987 in Nykyrka, Jönköpings län) ist ein schwedischer Politiker der Christdemokraten (Kristdemokraterna), der von 2010 bis 2022 Mitglied des Reichstages war und seit dem 18. Oktober 2022 Minister für Infrastruktur und Wohnen im Ministerium für den ländlichen Raum und Infrastruktur in der Regierung Kristersson ist.

## Leben
Andreas Carlson, Sohn des Selbständigen Thomas Carlson und der Kindergärtnerin Anne-Catrine Bagler, absolvierte zwischen 2003 und 2006 den sozialwissenschaftlichen Zweig der Obersekundarschule am Per Brahe-Gymnasium. Neben dem Schulbesuch war er zwischen 2002 und 2006 erst freiberuflicher Artikelschreiber und danach von 2006 bis 2008 Journalist für die Tageszeitungen Falköpings Tidning und Västgöta-Bladet der Verlagsgruppe Västgöta-Tidningar. Zugleich besuchte er zwischen 2007 und 2009 verschiedene Studienvorlesungen an der Fakultät für Bildung und Kommunikation der Jönköping University sowie in Rechtswissenschaften an der Universität Lund. Zugleich begann er 2006 sein politisches Engagement für die Christdemokraten (Kristdemokraterna) in der Kommunalpolitik als Mitglied des Rates der Gemeinde Mullsjö, dem er bis 2014 angehörte. Während dieser Zeit war er von 2008 bis 2009 auch Mitglied des Vorstandes der Gemeinde Mullsjö sowie zwischen 2009 und 2010 Pressesekretär des Büros von Alf Svensson, der von 2009 bis 2014 für die Christdemokraten Mitglied des Europäischen Parlaments war.
Bei der Wahl vom 19. September 2010 wurde er für die Kristdemokraterna im Wahlkreis Stockholms kommun erstmals zum Mitglied des Reichstages gewählt und wurde bei den darauf folgenden Wahlen am 14. September 2014, 9. September 2018 und 11. September 2022 jeweils wiedergewählt. Am 16. Juni 2015 wurde er als Nachfolger von Emma Henriksson Vorsitzender der Christdemokratischen Fraktion im Reichstag und bekleidete diese Funktion bis zum 26. September 2022, woraufhin Camilla Brodin ihn ablöste. Darüber hinaus war er zwischen 2018 und 2022 auch stellvertretender Vorsitzender des Justizausschusses (Justitieutskottet).                       
Am 18. Oktober 2022 wurde Carlson Minister für Infrastruktur und Wohnen (Infrastruktur- och bostadsminister) im Ministerium für den ländlichen Raum und Infrastruktur in der Regierung Kristersson und ist damit zuständig für die Bereiche Infrastruktur, Wohnen und Gemeindeplanung.
Er lebt in Solna, ist verheiratet und hat zwei Kinder.